# Tukaj járás

A Tukaj járás Tatárföldön

A Tukaj járás (oroszul Тукаевский район, tatárul Тукай районы) Oroszország egyik járása Tatárföldön. Székhelye Naberezsnije Cselni.

## Népesség
- 1989-ben 27 334 lakosa volt.
- 2002-ben 29 864 lakosa volt.
- 2010-ben 36 561 lakosa volt, melyből 25 983 tatár (71,07%), 8 869 orosz (24,26%), 540 csuvas (1,48%), 206 basír, 175 ukrán, 118 mari, 67 udmurt, 45 mordvin, .